# Combats d'Atar
Les combats d'Atar ont lieu du 12 janvier au 29 janvier 1957 opposant les combattants marocains de l'Armée de libération nationale à l'armée française dans la région d'Atar, au sein de la Colonie de la Mauritanie.

## Déroulement
Le 12 janvier 1957, les éléments de l'Armée de libération nationale qui se sont infiltrés dans le nord mauritanien, tendent une embuscade à une patrouille française lors d'une corvée de ravitaillement en eau, à un puits près de Chaimam entre Atar et Fort-Gouraud. Deux soldats sont tués par les irréguliers marocains. Guidés par des habitants locaux, l'armée française réussit à suivre les mouvements de l'ALN et à les surprendre. Le 19 janvier, les parachutistes français appuyés par l'aviation encerclent les combattants de l'ALN. Plus de 10 irréguliers sont tués et 35 sont faits prisonniers. Trois fusils mitrailleurs et quarante fusils sont récupérés. Les chameaux des irréguliers sont d'ailleurs mitraillés. Le chef des éléments de l'ALN figure parmi les morts. Il s'agit d'un ancien sous-officier des goums, fait prisonnier à Dien-Bien-Phu, et qui avait ensuite été relâché par le Vietminh. Un nouveau bilan de l'opération donne 12 morts et 40 prisonniers côté marocain, et 3 tués et 7 blessés côté français. 
Les forces françaises pourchassent les éléments en fuite de l'ALN dans le nord mauritanien. Des engagements sporadiques ont lieu. Près de 300 hommes armés originaires de certaines tribus prêtent main-forte à l'armée française, tandis que des renforts français continuent d'affluer depuis Dakar. Les opérations se poursuivent jusqu'à fin janvier. Un groupe de 11 Marocains est anéanti et plus de 30 chameaux sont capturés dans la région de Char.